# Boumagueur
Boumagueur (em árabe: بومقر) é uma cidade localizada na província de Batna, no noroeste da Argélia. Sua população era de 8 482 habitantes, em 2008.